# До первого снега
«До пе́рвого сне́га» (англ. First Snow) — триллер с участием Гая Пирса, срежиссированный Марком Фергусом. Фильм вышел 23 марта 2007 года.

## Сюжет
У ловкого продавца Джимми Старкса (Гай Пирс) возникают проблемы с машиной в маленьком городке Нью-Мексико, и пока его автомобиль находится в мастерской, он посещает дешёвого предсказателя Вакаро (Дж. К. Симмонс), чтобы скоротать время. Мнимый предсказатель говорит ему, что скоро его ждёт удача, но если заглянуть глубже, то выясняется, что его будущее пустое, и он в безопасности только до выпадения первого снега зимы, после чего будущее предсказывать не стоит. Этот поступок расстраивает Джимми, возрождает старые проступки и заставляет его почувствовать, что он находится на линии столкновения с судьбой, особенно когда старый друг Винсент (Шей Уигем) возвращается из тюремного заключения, срок которого был увеличен из-за того, что Джимми «предал его». Джимми становится одержим желанием узнать больше о своём будущем и снова встречается с Вакаро, но старик может только сказать продавцу, что он рассказал ему всё, что мог увидеть. Джимми чувствует, что Винсент вернулся, чтобы убить его, и что он должен что-то сделать, чтобы изменить ход своего будущего, но Вакаро убеждает его принять свою судьбу..
Одна из тем, упомянутых в фильме (диктором радио), — это идея дамоклова меча.

## Актёрский состав
- Гай Пирс — Джимми Старкс
- Пайпер Перабо — Дьердре
- Дж. К. Симмонс — Вакаро
- Уильям Фихтнер — Эд
- Рик Гонсалес — Энди Лопес
- Ши Уигхэм — Винсент
- Джеки Берроуз — Мэгги
- Адам Скотт — Том Морлейн
- Порция Доусон — Марси (официантка таверны)
- Люси Рейнс — Рой Харрисон
- Дэйв Мэллоу (голос, в титрах не указан) — диктора радио

## Релиз
Фильм «До первого снега» был выпущен на Blu-ray в Италии 6 июля 2010 года, во Франции 1 апреля 2011 года и в США 16 июня 2020 года.

## Отзывы
По состоянию на июнь 2020 года фильм имеет рейтинг одобрения 58 % на сайте-агрегаторе Rotten Tomatoes, основанный на 74 рецензиях со средней оценкой 5,9/10. Консенсус критиков сайта гласит: «В „До первого снега“ интересная завязка уступает место медленному и нудному нуару, который мало что добавляет к жанру».